# Єськівка (Вілейський район)
Єськівка (біл. вёска Еськаўка) — село в складі Вілейського району Мінської області, Білорусь. Село підпорядковане Довгинівській сільській раді, розташоване в північній частині області.